# Oderscheiderberg
Oderscheiderberg ist ein Ortsteil von Marialinden in der Stadt Overath im Rheinisch-Bergischen Kreis in Nordrhein-Westfalen, Deutschland.

## Lage und Beschreibung
Der langgestreckte, landwirtschaftlich geprägte Ortsteil Oderscheiderberg liegt unterhalb der Landesstraße 360 (die hier Pilgerstraße heißt und auf der Trasse der alten Brüderstraße verläuft) und neben der Kreisstraße 37. Wie die nahegelegenen Ortschaften Großoderscheid, Niedergrützenbach, Obergrützenbach und Krampenhöhe gehört er zu den Quellgebieten des Naafbachs. Der entspringt im Waldgebiet des Heckbergs neben zwei Quellbächen auch kleineren Zuläufen, die zum Teil unterirdisch verlaufen. In den dadurch entstandenen Feuchtgebieten der Gegend leben seltene Pflanzen und Tiere. Durch Oderscheiderberg fließt der Kleine Naafbach. Das bewirkt, das der Ort zum Teil zum Naturschutzgebiet Naafbachtal zählt.

## Geschichte
Der Bereich um Großoderscheid, Kleinoderscheid, Oderscheiderfeld und Oderscheiderberg – nicht der Ort selbst, da er erst nach Auflösung der bergischen Honschaften entstand – war im Mittelalter und der frühen Neuzeit Teil der Honschaft Oderscheid und gehörte zum Besitztum des Rittersitzes Vilkerath. Oderscheid zählt zu den -scheid-Namen und bezeichnet einen Höhenzug, der eine Grenze, beziehungsweise eine Wasserscheide bildet.
Der Ort entstand erst in der zweiten Hälfte des 19. Jahrhunderts. Er erscheint kartografisch erstmals auf der Preußischen Neuaufnahme von 1892 und ist auf den aktualisierten Messtischblättern der Folgejahre regelmäßig als Oderscheiderberg verzeichnet.
Die Gemeinde- und Gutbezirksstatistik der Rheinprovinz führt Oderscheiderberg 1871 mit zwölf Wohnhäusern und 60 Einwohnern auf. Im Gemeindelexikon für die Provinz Rheinland von 1888 werden für Oderscheiderberg ebenfalls zwölf Wohnhäusern und 60 Einwohnern angegeben. 1895 besitzt der Ort zehn Wohnhäuser mit 58 Einwohnern und gehörte konfessionell zum katholischen Kirchspiel Marialinden, 1905 werden neun Wohnhäuser und 43 Einwohner angegeben.
2024 leben in fünf Wohnhäusern 16 Einwohner.

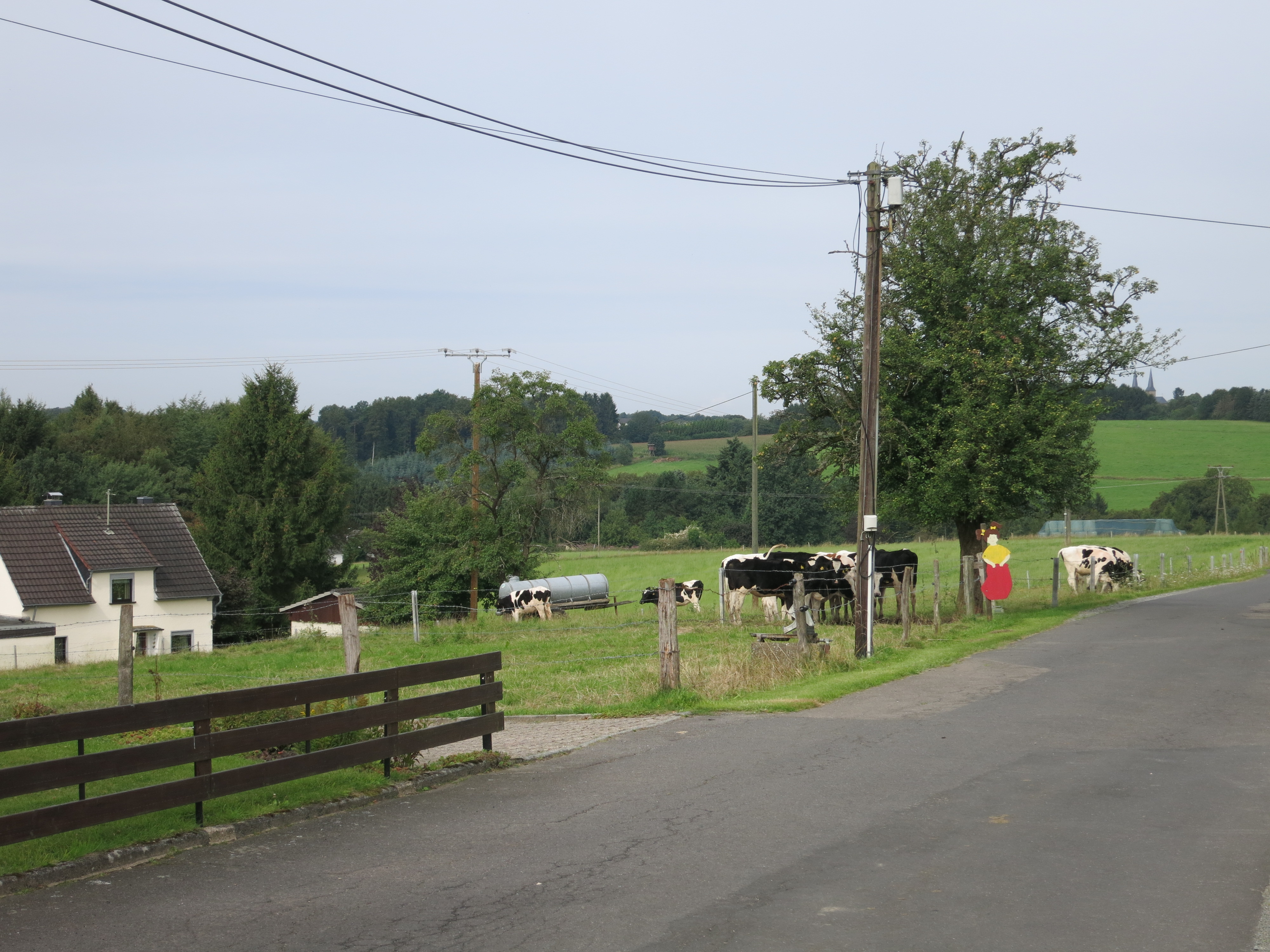
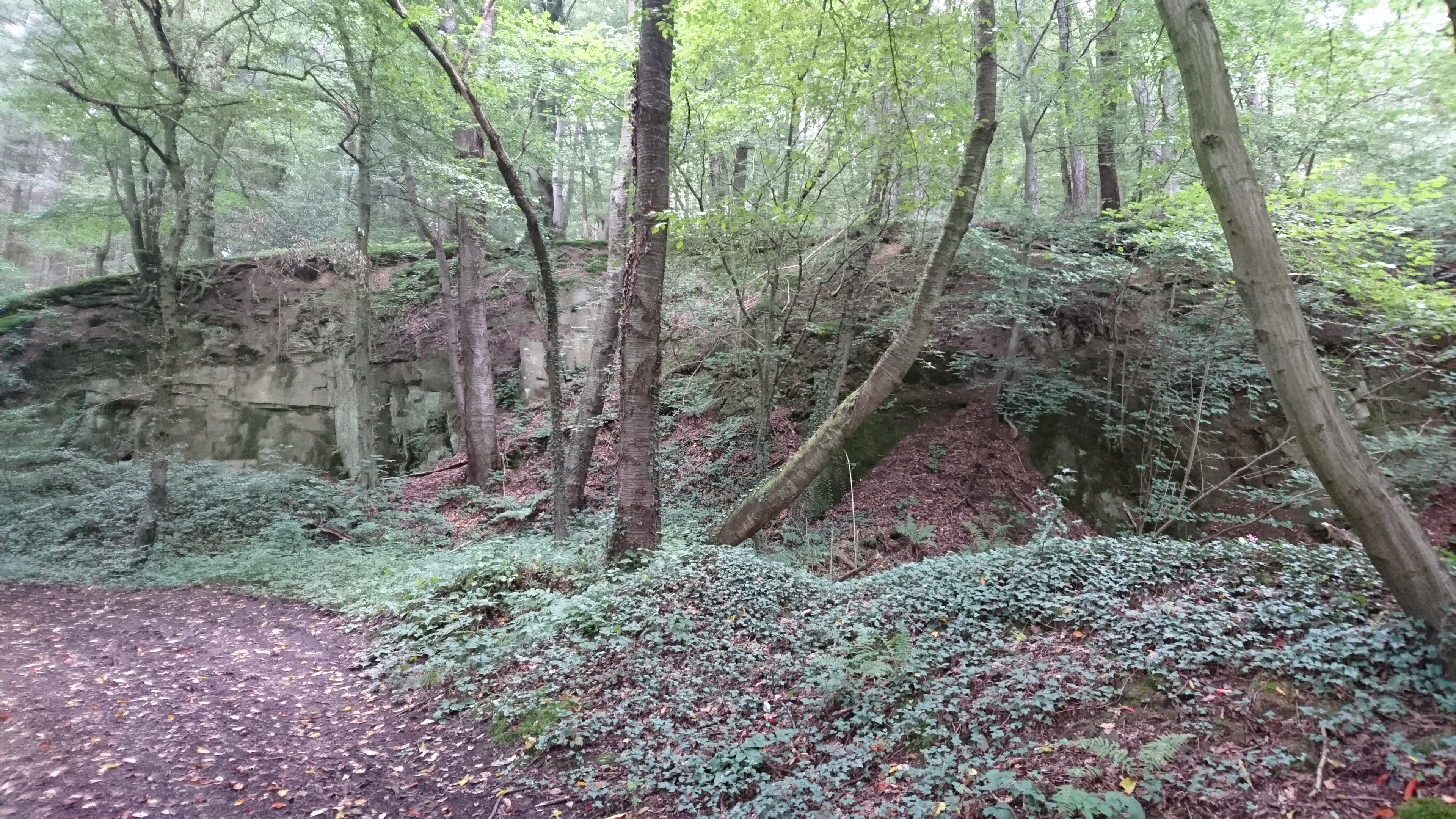
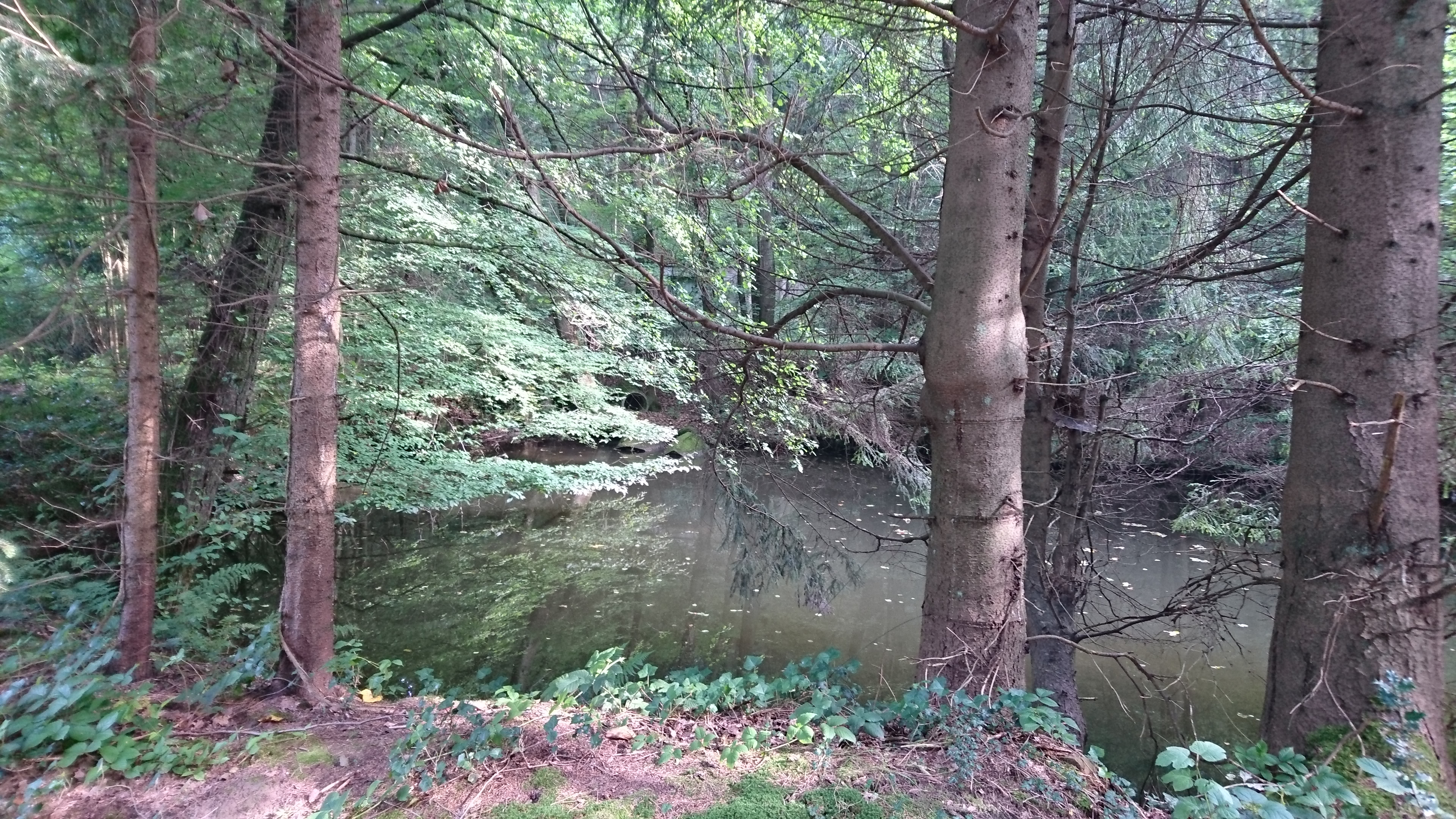
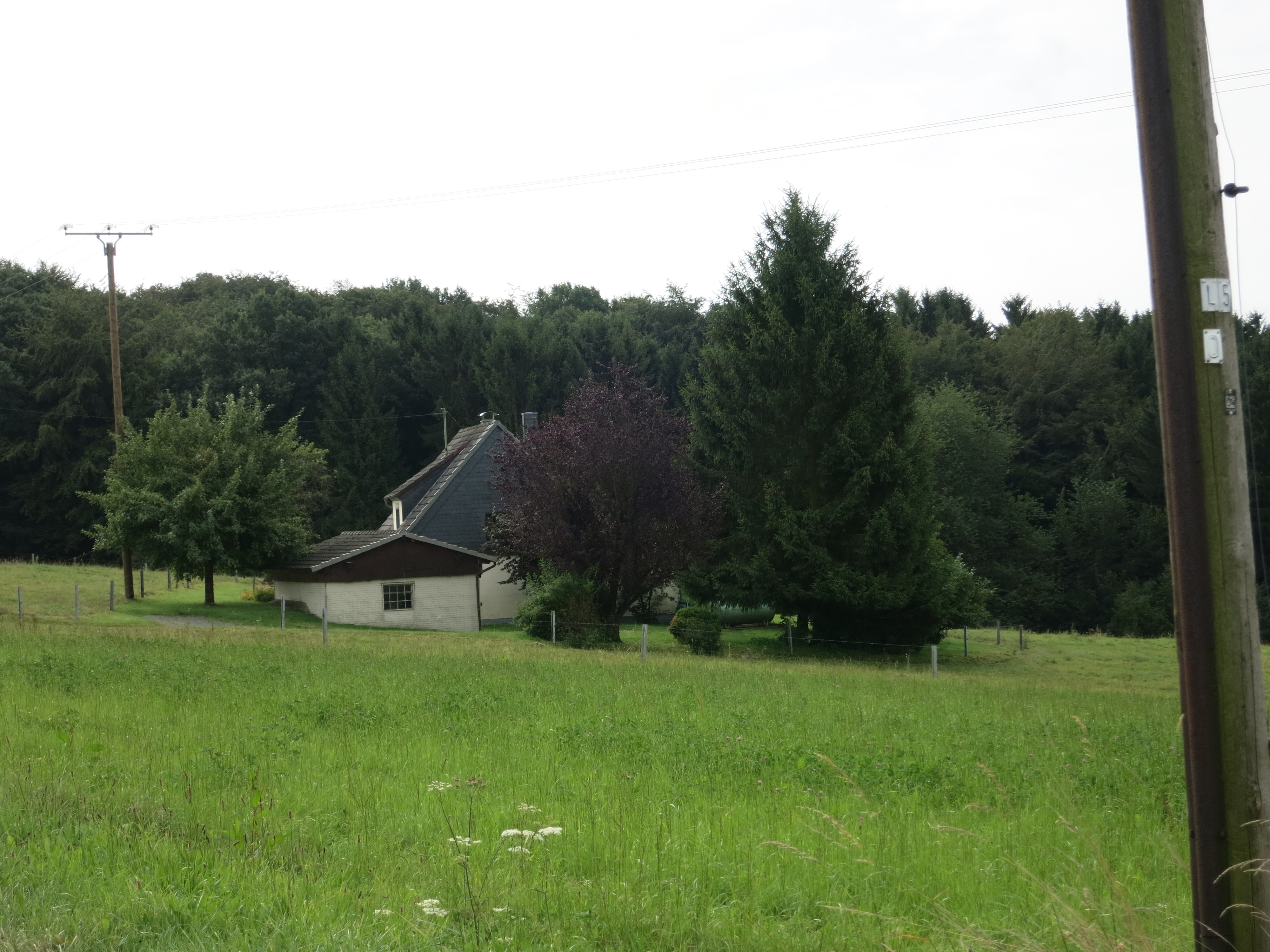